# Edoson Silva Martins
Edoson Silva Martins (* 16. März 1974 in Rio de Janeiro), auch bekannt als Edinho, ist ein ehemaliger brasilianischer Fußballspieler.

## Karriere
Edinho begann seine Profilaufbahn 1992 beim brasilianischen Fluminense FC in seiner Heimatstadt. 1994 wurde er an den japanischen Erstligisten Kashima Antlers ausgeliehen. Für Kashima bestritt er 19 Erstligaspiele. 1995 kehrte er zu Fluminense zurück. Danach spielte er bei griechischen Zweitligisten Aris Thessaloniki. Mit dem Verein wurde er 1997/98 Zweitligameister.